# Hallvard
Hallvard ist ein männlicher Vorname.

## Verbreitung, Herkunft und Bedeutung
Hallvard oder Halvard ist die norwegische Form des altnordischen Namens Hallvarðr mit der Bedeutung Felsen-Hüter.
Weitere Formen des Namens sind Halvor, Hallvar und Halvar.

## Bekannte Namensträger
Hallvard
- Hallvard Bakke (1943–2024), norwegischer Politiker und Journalist
- Hallvard Gråtopp (um 1390–um 1438), norwegischer Führer eines Bauernaufstandes gegen König Erik von Pommern
- Hallvard Holmen (* 1966), norwegischer Schauspieler
- Hallvard Johnsen (1916–2003), norwegischer Komponist
- Hallvard Vebjørnsson (um 1020–um 1043), norwegischer Heiliger und Schutzpatron der norwegischen Hauptstadt Oslo

Hallvar
- Hallvar Thoresen (* 1957), norwegischer Fußballspieler und -trainer

Halvar
- Sven Halvar Löfgren (1910–1978), schwedischer Arzt

Fiktive Figur:
- Halvar, Wikingerhäuptling in der Kindergeschichte Wickie und die starken Männer

Halvard
- Halvard Hanevold (1969–2019), norwegischer Biathlet und Olympiasieger im Biathlon
- Halvard Lange (1902–1970), norwegischer Politiker der Arbeiderpartiet
- Halvard Lien (1896–1978), US-amerikanischer Skispringer

Halvor
- Halvor Asphol (* 1961), norwegischer Skispringer
- Halvor Egner Granerud (* 1996), norwegischer Skispringer
- Halvor Næs (* 1927), norwegischer Skispringer
- Halvor Nordhaug (* 1953), norwegischer, lutherischer Bischof der Norwegischen Kirche
- Halvor Persson (* 1966), norwegischer Skispringer
- Halvor Steenerson (1852–1926), US-amerikanischer Politiker
- Jan-Halvor Halvorsen (* 1963), norwegischer Fußballspieler und -trainer
- Tor Halvor Bjørnstad (* 1978), norwegischer Biathlet, Skilangläufer, Radsportler und Wintertriathlet